# Дом дураков
«Дом дураков» — фильм 2002 года режиссёра Андрея Кончаловского.
В 1995 году среди множества репортажей о чеченской войне по телевидению прошёл сюжет о том, как оставленный медперсоналом интернат для душевнобольных на чечено-ингушской границе зажил самостоятельно. В этой трагикомичной ситуации, отражающей парадоксальность нашего времени, Кончаловский увидел историю для создания своей будущей картины.
События фильма происходят в психиатрическом интернате в Ингушетии на границе с Чечней. Это тесный замкнутый мирок, с собственной системой ценностей и непростыми взаимоотношениями. С началом боевых действий медицинский персонал покидает интернат, оставив больных на произвол судьбы.

## В ролях
| Актёр              | Роль                       |
| ------------------ | -------------------------- |
| Юлия Высоцкая      | Жанна                      |
| Евгений Миронов    | офицер                     |
| Султан Исламов     | Ахмед                      |
| Станислав Варкки   | Али                        |
| Елена Фомина       | Люси                       |
| Марина Полицеймако | Вика                       |
| Расми Джабраилов   | Махмуд                     |
| Владимир Фёдоров   | Карлуша                    |
| Владас Багдонас    | доктор                     |
| Анатолий Адоскин   | Фуко                       |
| Юрий Думчев        | Квас                       |
| Геворг Овакимян    | Гога (ас Георгий Овакимян) |
| Руслан Наурбиев    | чеченский командир Вахид   |
| Брайан Адамс       | камео                      |
| Сесили Томсен      | литовский снайпер          |
| Тигрануи Чакрян    | Карапетовна                |
| Маргарита Зыкова   | Баба Вера                  |
| Йонас Баублис      | Бибика                     |
| Анатолий Журавлёв  | Боксёр                     |
| Александр Селезнёв | пьяница Фёдор              |
| Магомед Зурабов    | афганец                    |
| Ибрагим Беков      | Юсуф                       |
| Темерлан Дзейтов   | Асхаб                      |
| Денис Надточий     | санитар Витёк              |
| Валерий Дидюля     | гитарист                   |

## Награды и номинации
Список приводится в соответствии с данными IMDb.
| Награды и номинации                                         | Награды и номинации                      | Награды и номинации | Награды и номинации | Награды и номинации |
| Награда                                                     | Категория                                | Номинант            | Результат           |                     |
| ----------------------------------------------------------- | ---------------------------------------- | ------------------- | ------------------- | ------------------- |
| Бергенский международный кинофестиваль                      | «Премия жюри — Почётный голос»           | Андрей Кончаловский | Победа              |                     |
| Венецианский кинофестиваль                                  | «Серебряный лев — Специальный приз жюри» | Андрей Кончаловский | Победа              |                     |
| Венецианский кинофестиваль                                  | «Премия ЮНИСЕФ»                          | Андрей Кончаловский | Победа              |                     |
| Венецианский кинофестиваль                                  | «Золотой лев»                            |                     | Номинация           |                     |
| «Золотой орёл»                                              | «Лучший игровой фильм»                   |                     | Номинация           |                     |
| «Золотой орёл»                                              | «Лучшая режиссёрская работа»             | Андрей Кончаловский | Номинация           |                     |
| Котбусский кинофестиваль молодого восточноевропейского кино |                                          | Андрей Кончаловский | Победа              |                     |
| «Ника»                                                      | «Лучшая музыка к фильму»                 | Эдуард Артемьев     | Номинация           |                     |
| «Золотой Витязь»                                            | Гран-при                                 |                     | Победа              |                     |

В 2002 году фильм был претендентом на премию «Оскар» от России, но номинирован не был и в шорт-лист не вошёл.